# Maurice Berkeley, 1. Baron FitzHardinge

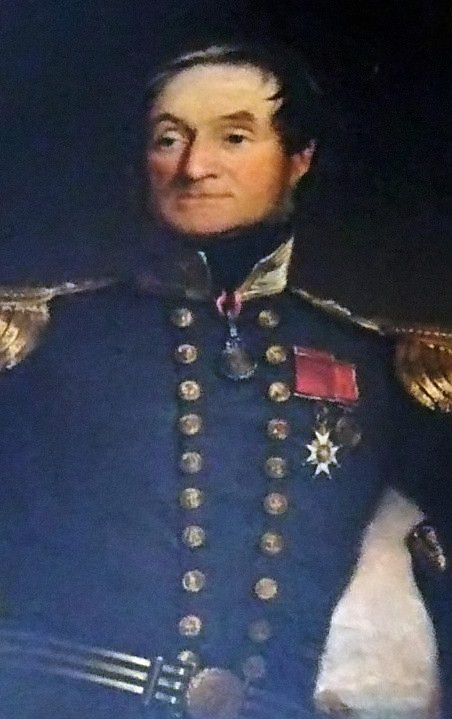
Admiral Maurice Berkeley, 1. Baron FitzHardinge

Maurice Frederick FitzHardinge Berkeley, 1. Baron FitzHardinge, GCB, PC (* 3. Januar 1788; † 17. Oktober 1867 in Berkeley Castle, Berkeley, Gloucestershire) war ein britischer liberaler Politiker, Seeoffizier und zuletzt Admiral der Royal Navy, der unter anderem von 1831 und 1833, von 1835 bis 1837 sowie von 1841 und 1857 Mitglied des Unterhauses (House of Commons) sowie 1852 und von 1854 und 1857 Erster Seelord (First Naval Lord) war. Ab 1861 war er als Baron FitzHardinge Mitglied des Oberhauses (House of Lords).

## Leben

### Familiäre Herkunft
Maurice Frederick FitzHardinge Berkeley war das zweite von zwölf Kindern des Frederick Berkeley, 5. Earl of Berkeley (1745–1810) und der Mary Cole (1767–1844). Seine Eltern behaupteten, bereits am 30. Mai 1785 in privater Zeremonie geheiratet zu haben, jedoch wurde erst eine erneute Eheschließung am 16. Mai 1796 formell anerkannt. Es wurde versucht, diese frühere Ehe nachzuweisen, entschied das House of Lords 1811 nach langem Rechtsstreit, dass erst die Eheschließung vom 16. Mai 1796 gültig war, womit alle vor diesem Datum geborenen Kinder des Paares als unehelich galten und dadurch insbesondere von der Erbfolge auf den Adelstitel als Earl of Berkeley ausgeschlossen waren.
Zu seinen Geschwistern gehören sein älterer Bruder William Berkeley (1786–1857), der kurzzeitig Mitglied des Unterhauses war und 1831 zunächst als Barone Segrave (of Berkeley Castle) sowie 1841 als Earl FitzHardinge zum Peer erhoben wurde, wodurch er fortan Mitglied des Oberhauses war. Sein jüngerer, ebenfalls vor der offiziellen Ehe der Eltern geborene Bruder Henry FitzHardinge Berkeley (1794–1870), war von 1837 und seinem Tode Mitglied des Unterhauses. Sein jüngerer Bruder Thomas Moreton FitzHardinge Berkeley (1796–1882) war das erste männliche Kind, das nach der Eheschließung der Eltern geboren wurde, wodurch er beim Tod des Vaters 1810 de iure den Titel als 6. Earl of Berkeley erbte, diesen aber nie beanspruchte oder führte. Auch sein jüngerer Bruder George Charles Grantley FitzHardinge Berkeley (1800–1881) war von 1832 bis 1852 Mitglied des Unterhauses, aber auch als Schriftsteller tätig. Schließlich war auch seiner jüngster Bruder Craven FitzHardinge Berkeley (1805–1855) mit Unterbrechungen mehrere Jahre lang Mitglied des Unterhauses.

### Ausbildung und Verwendungen als Seeoffizier sowie Unterhausabgeordneter
Maurice Frederick FitzHardinge Berkeley trat im Juni 1802 als Vierzehnjähriger in die Royal Navy ein und wurde während seiner darauf folgenden zahlreich Verwendungen am 9. Juli 1808 zum Lieutenant, am 19. Dezember 1810 zum Commander sowie am 7. Juni 1814 zum Captain befördert. Er war unter anderem zwischen dem 27. Mai 1828 und 1831 Kommandant der HMS Semiramis, die dem Oberkommandierenden der Küste von Irland, Rear-Admiral Charles Paget, als Flaggschiff diente.
Am 10. Dezember 1832 wurde Berkeley als liberaler Abgeordneter für das Borough Gloucester erstmals ins britische Unterhauses (House of Commons) gewählt und gehörte diesem zunächst bis zum 9. April 1833 an. Danach wurde er am 13. April 1833 Mitglied des Admiralitätsausschusses (Commissioner of the Admiralty) und übernahm bis zum 23. Dezember 1834 den Posten als Vierter Seelord (Fourth Naval Lord). Damit war er Chief of Naval Supplies und für Verpflegung, Nachschub, Transport und medizinische Versorgung zuständig. Am 6. Januar 1835 wurde er für die Liberalen im Borough Gloucester erneut Mitglied des Unterhauses, dem er bis zum 24. Juli 1837 angehörte. Gleichzeitig war er zwischen 1836 und 1837 Kommandant des Linienschiffs HMS Hercules, das zur Heimatflotte (Home Station) gehörte. Anschließend wurde er am 22. Juli 1837 erneut Mitglied des Admiralitätsausschusses sowie Vierter Seelord und bekleidete diese Ämter bis zum 5. März 1839, als er aus Protest gegen „friedensbedingte“ Kürzungen bei den Schiffsbesatzung der Marine zurücktrat. Er war zwischen dem 31. Januar 1840 und dem 28. Juli 1841 Kommandant des zur Mittelmeerflotte (Mediterranean Fleet) gehörenden Linienschiffs HMS Thunderer, mit der er während der Orientkrise 1840 an Operationen vor der Küste von Syrien teilnahm. Für seine dortigen Verdienste wurde er 1840 als Companion des Order of the Bath (CB) ausgezeichnet.
Am 29. Juni 1841 wurde Maurice Berkeley für die Liberalen noch einmal Mitglied des House of Commons und vertrat bis zum 27. März 1857 erneut das Borough Gloucester. Er war von 1846 bis 1849 Marineadjutant (Naval Aide-de-camp) von Königin Victoria sowie zwischen dem 13. Juli 1846 und dem 28. Februar 1852 als Commissioner of the Admiralty abermals Mitglied des Admiralitätsausschusses. Während dieser Zeit war er vom 13. Juli 1846 bis zum 23. Dezember 1847 Dritter Seelord (Third Naval Lord) und als Controller of the Navy zuständig für Beschaffung und Rüstung. Im Anschluss fungierte er zwischen dem 23. Dezember 1847 und dem 12. Februar 1852 als Zweiter Seelord (Second Naval Lord), womit er als Chief of Naval Personnel für die Personalfragen der Royal Navy zuständig war. In dieser Funktion wurde er am 30. Oktober 1849 zum Rear-Admiral befördert.

### Erster Seelord, Oberhausmitglied und Admiral
Als Nachfolger von Admiral Sir James Whitley Deans Dundas übernahm Rear-Admiral Maurice Berkeley zum ersten Mal den Posten als Erster Seelord (First Naval Lord), wurde aber bereits am 2. März 1852 von Rear-Admiral Hyde Parker abgelöst.
Er wurde am 5. Januar 1853 wieder Mitglied des Admiralitätsausschusses, dem er bis zum 24. Dezember 1857 angehörte. Er übernahm zwischen dem 5. Januar 1853 und dem 3. Juni 1854 noch einmal Zweiter Seelord. Daraufhin wurde er am 3. Juni 1854 Nachfolger von Vice-Admiral Hyde Parker als Erster Seelord und verblieb auf diesem Posten bis zum 24. November 1857, woraufhin Rear-Admiral Sir Richard Saunders Dundas ihn ablöste. Er wurde 1855 Mitglied des Privy Council und am 5. Juli 1855 als Knight Commander des Order of the Bath (KCB) geadelt, so dass er fortan das Prädikat „Sir“ führte. Außerdem erfolgte am 21. Oktober 1856 seine Beförderung zum Vice-Admiral sowie am 28. Juni 1861 die Erhebung zum Knight Grand Cross des Order of the Bath.
Nachdem er nach dem kinderlosen Tod seines älteren Bruders William am 28. Februar 1861 dessen Ländereien, insbesondere die feudale Baronie Berkeley mit Berkeley Castle geerbt hatte, beanspruchte er erfolglos den de iure zusammen mit dem Titel des Earl of Berkeley an seinen jüngeren, aber als legitim geboren geltenden Bruder Thomas gefallenen Titel Baron Berkeley. Stattdessen wurde für ihn am 5. August 1861 in der Peerage of the United Kingdom der Titel eines Baron FitzHardinge, of the City and County of the City of Bristol, zum erblichen Peer erhoben und war damit bis zu seinem Tode am 17. Oktober 1867 Mitglied des Oberhauses (House of Lords). Am 15. Januar 1862 wurde er zum Admiral befördert.

### Ehe und Nachkommen
Maurice Berkeley war zwei Mal verheiratet. Am 4. Dezember 1823 heiratete er in erster Ehe seine Cousine dritten Grades Lady Charlotte Lennox (1804–1833), sechste Tochter des Generals und Politikers Charles Lennox, 4. Duke of Richmond (1764–1819), der von 1807 bis 1813 Lord Lieutenant of Ireland sowie zwischen 1818 und 1819 Gouverneur von Britisch-Nordamerika war. Aus dieser gingen zwei Töchter und zwei Söhne hervor:
- Hon. Swinburne Frederica Charlotte FitzHardinge Berkeley (1825–1920), ⚭ 1845 Robert Gifford, 2. Baron Gifford (1817–1872);[15]
- Francis William FitzHardinge Berkeley, 2. Baron FitzHardinge (1826–1896), 1856–1865 MP für Cheltenham, ⚭ 1857 Georgina Holme-Sumner;[16]
- Charles Paget FitzHardinge Berkeley, 3. Baron FitzHardinge (1830–1916), 1862–1865 MP für Gloucester, ⚭ 1856 Louisa Elizabeth Lindow;[17]
- Hon. Fenella FitzHardinge Berkeley (1832–1903), ⚭ 1851 Henry Armytage (1828–1901), Colonel der British Army.

Nach dem Tod seiner ersten Gattin heiratete Maurice Berkeley am 30. September 1834 in zweiter Ehe Lady Charlotte Reynolds-Moreton (1806–1881), dritte Tochter des Thomas Reynolds-Moreton, 1. Earl of Ducie (1776–1840). Diese zweite Ehe blieb kinderlos.
Sein Adelstitel fiel 1867 zunächst an seinen älteren Sohn Francis und bei dessen kinderlosem Tod, 1896, an dessen jüngeren Bruder Charles. Da auch dieser kinderlos blieb, erlosch der Titel mit dessen Tod 1916.